# Apple M7
Le Apple M7 (Nom de code Oscar) est un coprocesseur dédié aux mouvements, utilisé dans l'iPhone 5s, l'iPad mini Retina et l'iPad Air avec le processeur Apple A7. Il est utilisé dans des applications de fitness ou sportives et d'autres programmes similaires. Il peut surveiller et enregistrer les données des gyromètre, accéléromètre et magnétomètre sans réveiller le processeur principal de son mode basse consommation.